# Aleksandr Ivanovič Kuprin
Aleksandr Ivanovič Kuprin (in russo Александр Иванович Куприн?; Narovčat, 7 settembre 1870, 26 agosto del calendario giuliano – Leningrado, 25 agosto 1938) è stato uno scrittore russo.

## Biografia
Figlio di Liubov' Alekseevna Kuprina, una principessa tatara e di Ivan Ivanovich Kuprin, inizialmente seguiva la carriera militare per poi abbandonarla nel 1894.
Il suo primo lavoro di successo fu il racconto Moloch (1896), che ebbe risalto fra la critica. Le sue prime opere, come anche Il duello del 1905, narrano della vita militare dove giovani ufficiali diventano vittime dei superiori o della realtà che li circonda. Per tali temi la critica interpretò Il duello come "una dura arringa antimilitaristica".
Nei suoi scritti prendeva spunto da Rudyard Kipling e Jack London.
Fu legato da profonda amicizia col clown italiano Giacomo Cireni "Giacomino". Ampio carteggio fra loro, le lettere di Kuprin a Giacomino fanno parte della Collezione Cireni. A Parigi Kuprin in un'intervista a un giornalista italiano dichiarò "Ho avuto un solo vero amico, il clown Giacomino, quando tornate in Italia salutatemelo".

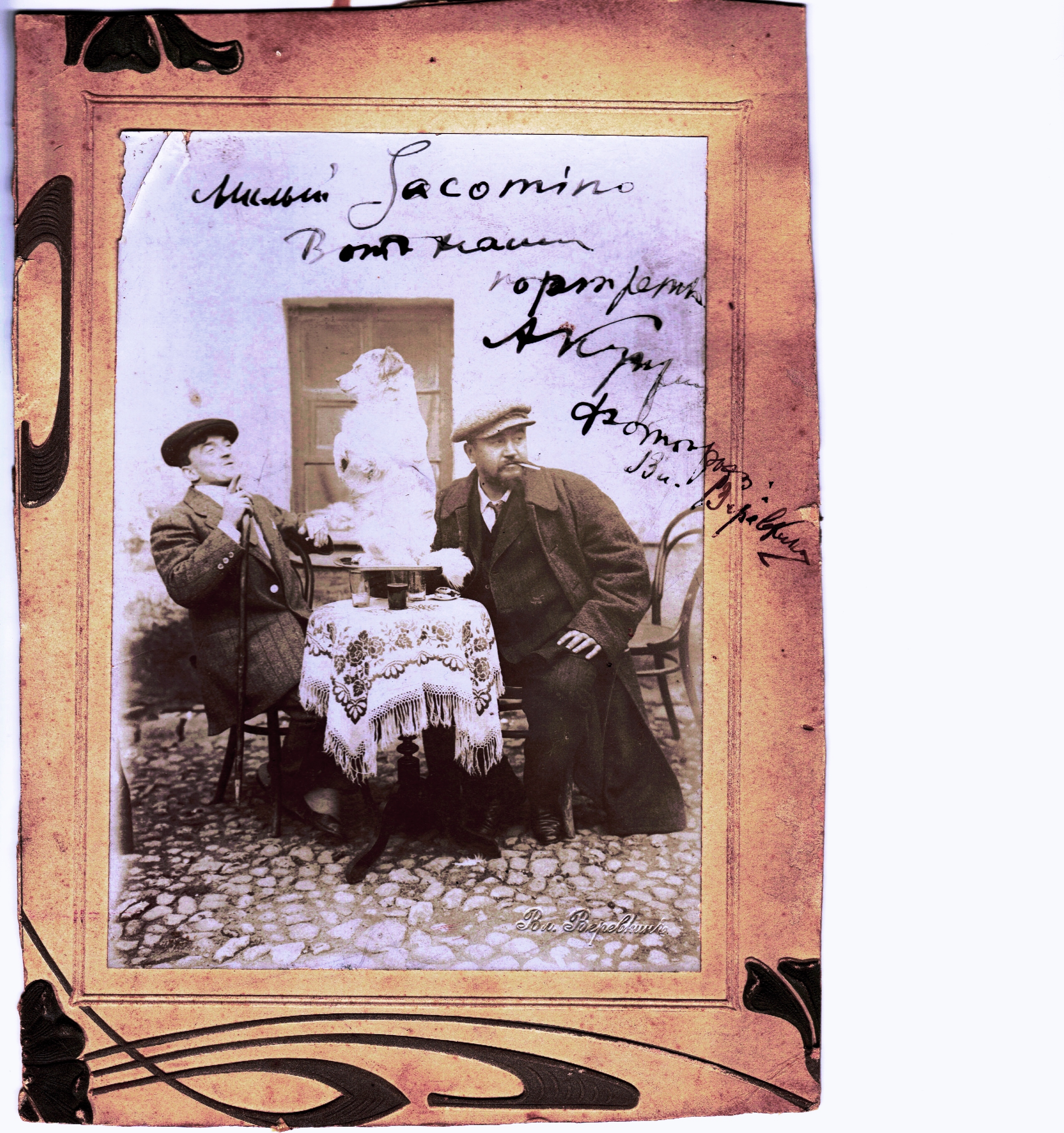
Giacomino (a sinistra) e Kuprin al centro il cagnolino - La dedica: "Caro Giacomino, ecco il nostro ritratto A. Kuprin" - fotografia databile 1912 (collezione Cireni)

In seguito alla rivoluzione decise di emigrare in Francia, a Parigi soprattutto per curare la salute della figlia Xenia malata di tubercolosi. Vi rimase sino alla primavera del 1937, quando le sue condizioni di salute si erano fatte preoccupanti, per poi morire poco dopo nella sua patria.
Il più grande amico umano di Kuprin fu proprio il clown milanese Giacomo Cireni, il quale merita un approfondimento fuori tema, e capirete perché.
Cireni, in arte Giacomino (Milano, 1884 – Milano, 1956), già a 8 anni di età cominciò a lavorare nei circhi. A Parigi incontrò Charlie Chaplin e quindici anni dopo, nel 1918, fu proprio lui a insegnare a Hollywood le movenze clownesche all’attore, il quale le usò per il suo personaggio di Charlot. Anzi, tante cadute di Charlot nei film in realtà le faceva Giacomino, cascatore e sua controfigura. Trasferitosi in Russia al Circo Imperiale di Pietroburgo, si esibiva con un maiale ammaestrato al guinzaglio, chiamato Ziloni. Il problema però fu che Ziloni si chiamava pure il capo della polizia, che minacciò di arrestarlo se avesse continuato. Giacomino allora verniciò il maiale di verde, visto che “zielone” in polacco significa verde. La sera dopo la polizia tornò, ma non poté fare nulla grazie a questo trucco. Purtroppo il maiale, a causa della vernice definita sicura quando invece non lo era, morì intossicato.
Giacomino si esibì anche al Palazzo d’Inverno, residenza invernale dello zar Nicola II, che conobbe e dal quale ebbe in dono un orologio e un anello, entrambi con lo stemma imperiale. Conobbe anche il bieco frate intrallazzatore Rasputin. Ma allo scoppio della rivoluzione bolscevica gli furono confiscati tutti i beni e poté fuggire da quella che era divenuta l’Unione Sovietica solo grazie a un salvacondotto firmato direttamente da Lenin. Tornato in Italia, lavorò ancora nei circhi finché le vicissitudini lo portarono a svolgere la mansione di maggiordomo presso il Circolo della Stampa di Milano fino alla sua morte. Da notare che Giacomino, con Grock e i Fratellini, era ed è considerato tra i più grandi clown mondiali della sua epoca.
Come conobbe Kuprin? Giacomino nel 1907 si trovava a lavorare in un circo a Odessa, città in cui trascorreva l’estate anche Kuprin, il quale assisteva regolarmente agli spettacoli circensi. Kuprin al termine invitava sovente alcuni artisti in uno tra i migliori ristoranti della città. Fu così anche con Giacomino, già famoso. I due non si conoscevano. La regola era che si mangiasse e bevesse come se non ci fosse un domani, e alcune volte Kuprin si addormentava con la testa sul tavolo. Accadde anche quella sera e i commensali alla fine se ne andarono alla chetichella lasciando lo scrittore così. Tutti tranne Giacomino, al quale non pareva corretto lasciarlo così. Quando Kuprin si svegliò, rimase colpito dal gesto di amicizia di quello sconosciuto, e grandi amici lo divennero per davvero. 

## Opere
- Moloch (1896) - racconto
- Il duello (1905) - romanzo
- Il tenente-capitano Rybnikov (1906) - racconto
- Sulamita (1908) - racconto
- La fossa (1910) - romanzo
- Il braccialetto di granati (1911) - racconto
- Parigi casalinga (1927)
- Racconti per bambini (1927)
- Miss Gouron (1929)
- La ruota del tempo (1930)
- Il giallo d'oro (1932)
- Jeanette (1932-1933)
- Gli Junkers (1933)